# サルスエラ
サルスエラ（西: zarzuela）は、オペラの一種。スペインの叙情的オペラ音楽。時期によりバロック・サルスエラ（1630年～1750年）と、ロマンティック・サルスエラ（1850年～1950年）に分かれる。当初から、オペラに多く使われるイタリア語ではなくスペイン語で台本が書かれていたこと、台詞が多く音楽に比べて重視されることに特色がある。

## 概要
1657年、スペインの劇作家、宮廷詩人であるペドロ・カルデロン・デ・ラ・バルカと、スペインのバロック声楽の作曲家フアン・デ・イダルゴ (Juan de Hidalgo) による喜劇の新作 "El Laurel de Apolo"（アポロの月桂樹）が、マドリード市外の別荘サルスエラにおいてスペイン国王フェリペ4世とマリアナ妃、廷臣たちの前で上演されたのが、この新しい音楽様式がこの名で呼ばれるようになった始まりであると考えられている。

## 由来となったサルスエラ宮殿
サルスエラ別荘は、もともとはフェリペ4世が狩猟を楽しむために田園地帯に建てたもので、ブラックベリー の一種であるサルサ(zarza) の木々で厚く覆われていた事からそう名付けられた。後にカルロス4世によって宮殿（Palacio de la Zarzuela）として整備され、現在ではスペイン王家の在所であるエル・パルド王宮（Palacio Real de El Pardo）内においてフアン・カルロス1世とソフィア妃夫妻の私邸となっている。

## 近現代の歴史
バロック・サルスエラは、詩のほかにオペラ形式の歌と当時の流行歌、民族舞踊が混じりあったものである。神話に基づくテーマが多い。約100年間の流行をみたものの、イタリア・オペラが流行るにつれ、徐々に廃れていった。
一世紀の空白の後、スペインのナショナリズムの興隆に伴い、サルスエラは、イタリア音楽から独立した楽曲形式として復活した。
ロマンティック・サルスエラは大きく2つに分類できる。ヘネロ・グランデ（Género grande:大形式）は、2～3幕からなるオペラ形式の作品で演奏時間が長い。一方ヘネロ・チコ（género chico:小形式）は、一般大衆向けの軽歌劇である。1幕構成であり、演奏時間は1時間程度である。いずれも、複数の歌と演奏の間に対話が挟まる形式である。作品の規模はさまざまである。大規模なオペラもあるし、流行歌と対話部だけからなる作品もある。内容も高尚な詩的ドラマから下層階級の登場人物による喜劇にまで及ぶ。
テノール歌手プラシド・ドミンゴの両親はサルスエラの歌い手であり、メキシコで劇団が巡業中に成長したため、歌と舞台を踏む経験を積むことができた。他にもスペイン系のオペラ歌手はサルスエラの出演経験がある人も多く、名曲集の録音やアンコール・ピースなどでその魅力をアピールする活動も見られる。

## サルスエラの主な作曲家
- アマデオ・ビベス (Amadeo Vives)
- トマス・ブレトン・イ・エルマンデス (Tomás Bretón y Hermández)
- ハシント・ゲレーロ (Jacinto Guerrero)
- フェデリコ・チュエカ(Federico Chueca)
- フランシスコ・アセンホ・バルビエリ (Francisco Asenjo Barbieri)
- ヘロニモ・ヒメネス
- ホセ・セラーノ (José Serrano)
- ホアキン・バルベルデ (Joaquín Valverde) - チュエカとの合作がある。フルート奏者でもある
- ルペルト・チャピ・イ・ロレンテ (Ruperto Chapí y Lorente) - 軍楽隊長。155曲のサルスエラを作曲

## 料理としてのサルスエラ
サルスエラは魚介類を用いたスペイン料理の名称でもある。さまざまな登場人物が歌い交わすサルスエラにちなんで名付けられたものである。